# Caftor
Caftor, no Antigo Testamento, é o local onde viviam os descendentes de Caftorim, filho de Mizraim. Segundo Amós, os filisteus saíram de Caftor. LaSor, Hubbard e Bush analisam que, segundo o profeta Amós, o próprio Javé tirou os filisteus de Caftor. Ao afirmar isso, o profeta Amós estaria enfatizando a supremacia do Deus dos hebreus não apenas sobre sua nação mas também sobre todas as nações. Segundo Jeremias, Caftor é uma ilha.
De acordo com Adam Clarke, Caftor poderia ser Creta, Chipre, uma distrito na costa do Mediterrâneo ou a Capadócia.